# Mariner-Gletscher
Der Mariner-Gletscher ist ein großer, etwa 100 km langer Gletscher im ostantarktischen Viktorialand. Er fließt vom Polarplateau zwischen der Mountaineer Range und dem Malta-Plateau und mündet in Form einer schwimmenden Gletscherzunge bei 73° 27′ S, 168° 20′ O in die Lady Newnes Bay an der Borchgrevink-Küste.
Captain John Cadwalader von der United States Navy erkundete gemeinsam mit zwei Teilnehmern einer von 1958 bis 1959 durchgeführten Kampagne im Rahmen der New Zealand Geological Survey Antarctic Expedition den unteren Abschnitt des Gletschers bei einem Flug ausgehend von den Eisbrechern Glacier und Staten Island, die südlich der Coulman-Insel ankerten. Benannt ist der Gletscher zu Ehren der Seeleute (englisch mariner), die an der Entdeckung und Erforschung Antarktikas beteiligt waren.

## Einzelnachweise

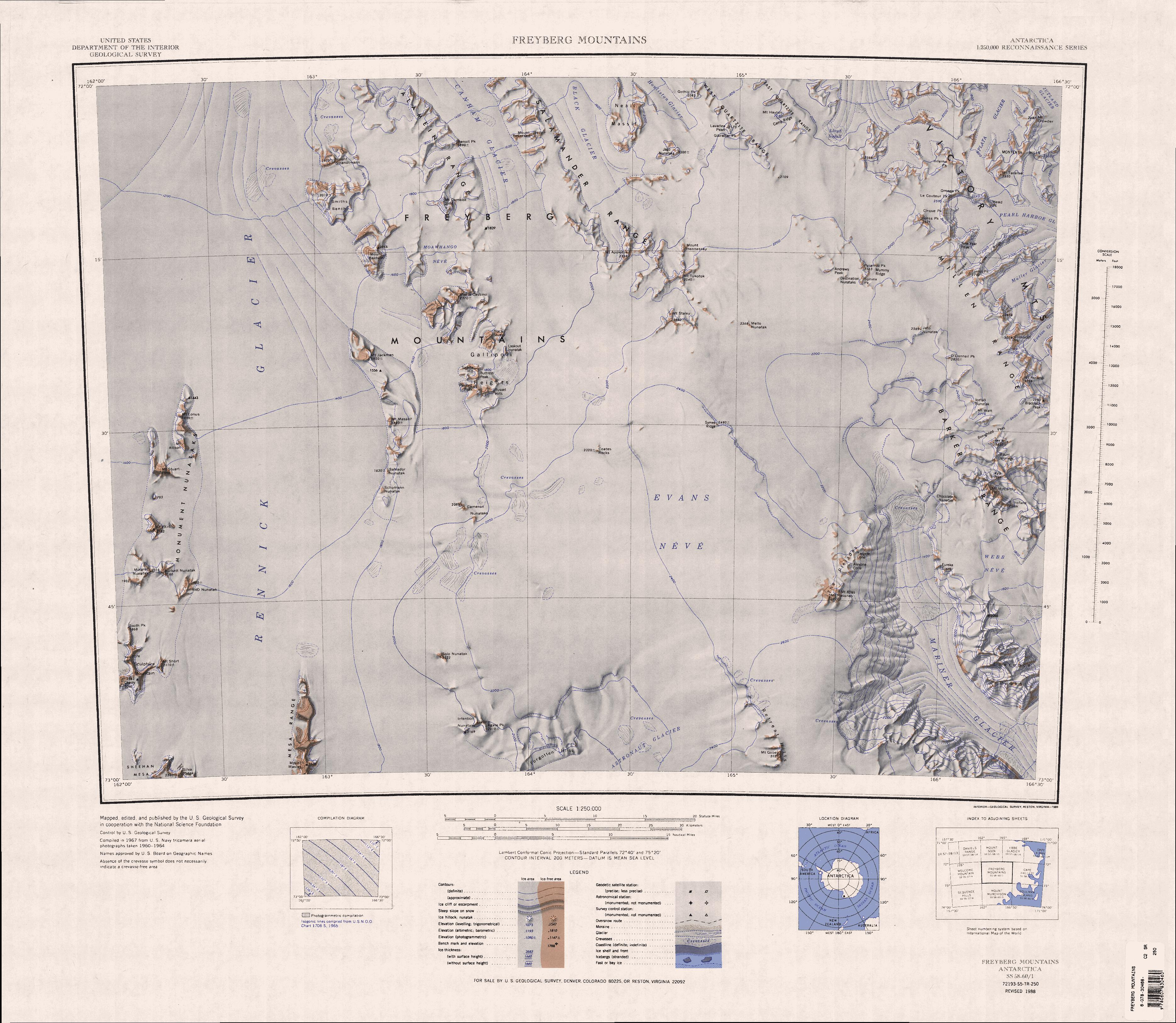
Oberer Teil im Südosten der Karte
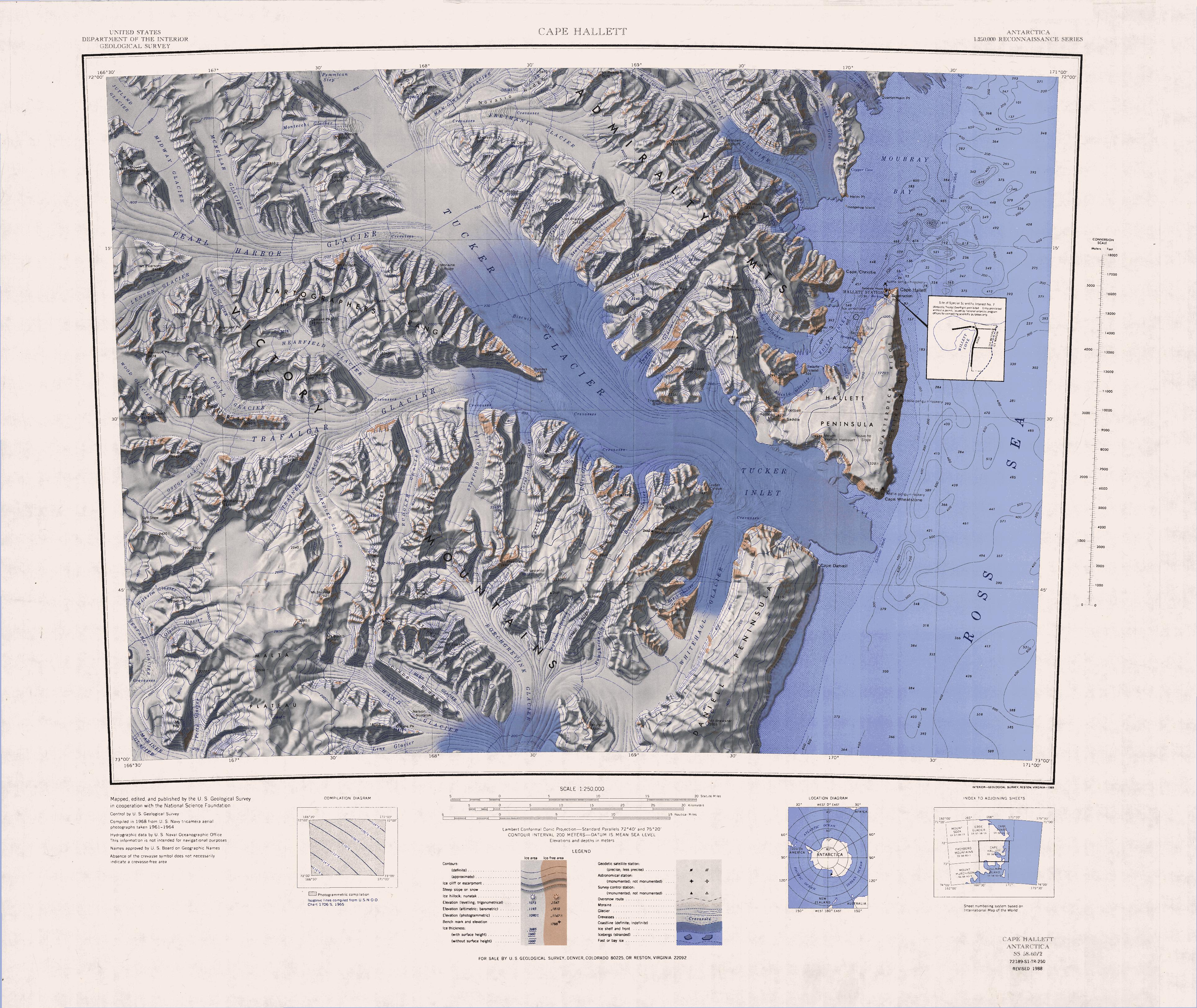
Mittlerer Teil im Südwesten der Karte